# Shao Yiwen
Shao Yiwen (en xinès: 邵依雯; n. Hejiang, 10 de març de 1995) és una nedadora d'estil lliure xinesa.

## Biografia
Va participar en els Jocs Asiàtics de 2010 celebrats a Guangzhou. Va collir un total de dues medalles, una de plata en els 800 m lliure, i una d'or en els 400 m lliure, amb un temps de 4:05.58, actual rècord asiàtic. Dos anys després va fer la seva primera aparició olímpica als Jocs Olímpics de Londres 2012, nedant en la prova de 400 m lliure. Va nedar en la quarta sèrie, i va quedar cinquena de la mateixa amb un temps de 4:08.41, insuficient per passar a les semifinals en quedar en la posició catorze en el sumari total. També va nedar en la prova de 800 m lliure. Va nedar en la cinquena sèrie, i va quedar tercera de la mateixa amb un temps de 8:27.78, quedant novena en el sumari total i, per tant, a les portes de participar en la final.

## Marques personals
- Actualitzat a 31 d'octubre de 2014.

| Piscina llarga | Piscina llarga | Piscina llarga                  | Piscina llarga | Piscina llarga |
| -------------- | -------------- | ------------------------------- | -------------- | -------------- |
| Estil          | Temps          | Competició                      | Notes          |                |
| 400 m lliure   | 4:05.58        | Jocs Asiàtics de 2010           | Rècord asiàtic |                |
| 800 m lliure   | 8:24.14        | Jocs Asiàtics de 2010           |                |                |
| Piscina curta  |                |                                 |                |                |
| Estil          | Temps          | Competició                      | Notes          |                |
| 200 m lliure   | 1:55.13        | Copa Mundial de natació de 2012 |                |                |
| 400 m lliure   | 3:58.92        | Copa Mundial de natació de 2013 |                |                |